# Labuť (rybník na Kunratickém potoce)
Labuť je název rybníka nacházející se v Krči v Praze 4, na okraji Kunratického lesa. Jde o nádrž obtékanou, protéká tudy Kunratický potok, krátce za rybníkem se do něj vlévá potok Roztylský. Slouží jako krajinotvorný prvek, požární nádrž a k chovu ryb. Rozloha je přibližně 1,2 hektaru (11 800 m²), maximální hloubka 1,5 metru. Jižně od rybníka roste památný jilm vaz. Okolo rybníka vede stezka pro pěší a cyklisty a po ní cyklotrasy A212, A22, nachází se zde také posezení a také penzion a restaurace „U Labutě" (Labuť, U bílé labutě, Na Labuti, Zum Schwan), původně zájezdní hostinec při benešovské a vídeňské silnici, s historií sahající do středověku.

## Historie
Rybník byl postaven v 70. letech 19. století, možná i dříve. Původně měl dvě části a druhá se nacházela za ulici Vídeňská, která je v současnosti již čtyřproudá. V 60. letech 20. století došlo ke zvětšení, vzniklo betonové opevnění břehů. V roce 1991 zde v rámci rekonstrukcí byl postaven nový betonový požerák a napouštěcí objekt. V letech 2008 až 2009 došlo k celkové revitalizaci, bylo odbahněno 3000 m³ usazenin, byl zde vytvořen litorální pás pro ptactvo a břehy byly zpevněny kameny. Požerák z roku 1991 byl kvůli špatné konstrukci zbourán a nahradil ho nový betonový s kamenným obložením.